# Hoplostethus gigas
Hoplostethus gigas є глибоководною рибою середнього розміру що належать до родини Трахіхтові (Trachichthyidae).
Він поширений у східній частині Індійського океану, біля західних і південних берегів Австралії. Також знайдено на південному заході Тихого океану, поблизу Нової Зеландії. Проживає на глибині 230—310 м. Довжина до 52 см.